# سالي رايلي
سالي رايلي (بالإنجليزية: Sally Riley)‏ هي لاعبة كرة قدم أسترالية أمريكية، ولدت في 14 يونيو 1990.

## وصلات خارجية
- سالي رايلي على موقع AustralianFootball.com (الإنجليزية)